# ويل بيرسون
ويل بيرسون (بالإنجليزية: Will Pearson)‏ هو صحفي أمريكي، ولد في 1979.